# Канадский фунт
Фунт (символы £ или C£) был условной расчётной денежной единицей Верхней и Нижней Канады до 1858 года. Он делился на 20 шиллингов (s), а те на 12 пенсов (d). В Нижней Канаде также использовалась мелкая единица су, равная 1⁄2 пенни. Хотя система деления на фунты, шиллинги и пенсы была создана по образцу британского фунта стерлингов, канадский фунт никогда не был равен британскому.

## История
В Северной Америке нехватка британских монет привела к повсеместному использованию испанских песо («испанских долларов»). Эти испанские доллары были адаптированы к системе, состоящей из фунтов, шиллингов и пенсов (£-s-d) путём создания курса этих монет по отношению к фунту как учётной единице. Существовали как минимум две конкурирующих системы курсов в британских североамериканских колониях. Чаще всего использовалась котировка Галифакса, согласно которой испанский доллар равнялся 5 шиллингам. Поскольку такая котировка на 6 пенсов превышала стоимость песо в серебре, Галифаксский фунт был соответственно ниже по стоимости, чем реальный фунт стерлингов, который лежал в основе системы. Согласно Йоркской котировке 1 испанский доллар был приравнен к 8 шиллингам — эта система использовалась в Верхней Канаде, официально до её запрета в 1796 году, но фактически и в XIX веке.
В 1825 году был издан королевский указ, цель которого состояла во внедрении в британских колониях монетной системы, основанной на фунте стерлингов. Идея состояла в том, чтобы фунт стерлингов стал законным платежным средством по курсу 4 шиллинга 4 пенса за испанский доллар. Указанный курс оказался нереалистичным, что имело негативные последствия: уже циркулирующие фунты стерлингов стали исчезать из обращения. В 1838 году были приняты законы с целью исправить ситуацию, но они так и не были введены в действие в Британских североамериканских колониях ввиду недавних мелких восстаний — в Верхней и Нижней Канаде.
В 1841 году, в провинции Канада была принята новая система, основанная на Галифаксской котировке. Новый канадский фунт был приравнен к 4 долларам США (92.88 гран золота), что делало один британский фунт стерлингов равным £1 4s 4d канадского фунта. Таким образом, новый канадский фунт стоил 16s 5.3d британского фунта стерлингов. Первые канадские почтовые марки имели номинал по Галифаксской системе.
Десятилетие 1850-х было временем споров о том, какую денежную систему принять: по стерлинговому (фунт-шиллинг-пенс) или десятичному стандарту (как доллар США). Местное население, по соображениям практичности в связи с растущим товарооборотом с соседними США, большей частью поддерживало идею единообразия канадской и американской валюты; с другой стороны, власти в Лондоне по-прежнему предпочитали, чтобы фунт стерлингов оставался единственной валютой на всей территории Британской империи. В 1851 году парламент Канады принял закон, которым в качестве валюты вводился фунт стерлингов, но с десятичным дроблением. Идея заключалась в том, чтобы облегчить перерасчёт из десятичной канадской валюты в десятичную же американскую. Власти в Лондоне отказались утвердить данный закон по техническим причинам. Это был последний раз, когда королевская власть в Лондоне поставила под сомнение внутреннюю юрисдикцию Канады.
В качестве компромисса, в 1853 году парламент Канады принял закон о золотом стандарте, основанном как на британском золотой соверене, так и на американской монете «золотой орёл». Согласно этому стандарту золотой соверен стал законным платёжным средством по курсу £1 = $4,862⁄3. Закон 1853 года не предусматривал чеканки монет. Стерлинговые монеты были признаны законным платёжным средством, а все прочие серебряные монеты были выведены из обращения. Долларовые операции были легализованы. Британское правительство в принципе не возражало против десятичной монетной системы, однако надеялось ввести в оборот стерлинговую денежную единицу под названием royal. Однако, в 1857 году было принято решение ввести в Канаде десятичную денежную систему в привязке к доллару США. Таким образом, когда в 1858 году были введены новые десятичные монеты, канадская валюта была привязана к американской, хотя британский золотой соверен продолжал оставаться законным платёжным средством по курсу £1 = 4,862⁄3 вплоть до 1890-х годов. В 1859 году были выпущены первые канадские почтовые марки с десятичными номиналами.
В году 1861, Нью-Брансуик и Новая Шотландия вслед за Канадой приняли десятичную денежную систему на основе доллара США. В следующем году были выпущены канадские почтовые марки с номиналом в долларах и центах.
В 1865 году, Ньюфаундленд ввёл золотой стандарт в сочетании с десятичной монетной системой, но в отличие от Провинции Канада, Нью-Брансуика и Новой Шотландии, решил основать свою валюту на испанском, а не американском долларе (между этими двумя единицами существовала небольшая курсовая разница). Доллар США был создан в 1792 году на основе расчётной средней массы выборки изношенных испанских долларов. В принципе, испанский доллар имел чуть более низкий курс, чем доллар США, и соответственно Ньюфаундлендский доллар, пока он существовал, также имел несколько более низкий курс по отношению к канадскому доллару. Ньюфаундленд был единственной частью Британской империи, где чеканилась собственная золотая стандартная монета. Ньюфаундлендская золотая двухдолларовая монета чеканилась с перерывами до тех пор, пока Ньюфаундленд, наконец, не принял канадскую денежную систему в 1894 году в результате краха собственной банковской системы.
В 1867 году Канада, Нью-Брансуик и новая Шотландия объединились в Федерацию, названную Доминионом Канады, и их три валюты были объединены.
В 1871 году Остров принца Эдуарда также принял десятичную денежную систему на основе доллара США и ввёл монеты за 1 цент. Однако валюта Острова принца Эдуарда была поглощена канадской системой вскоре после этого, когда остров принца Эдуарда присоединился к Доминиону Канады.

## Суррогатные монеты
Не имея формального разрешения королевской власти, как Верхняя Канада (Западная Канада, ныне Южная Онтарио), так и Нижняя Канада (Восточная Канада, ныне Южный Квебек) чеканили медные токены как заменители разменной мелочи. В 1820-е гг. выпуски были частными. В период между 1835 и 1852 году, банк Монреаля, Народный банк, Городской банк и Квебекский банк чеканили токены номиналом в 1 и 2 су (1⁄2- и 1 пенни) для использования в Нижней Канаде. В свою очередь, Банк Верхней Канады чеканил токены номиналом в 1⁄2- и 1 пенни в период между 1850 и 1857 гг. Все эти токены были де-факто разменной монетой Канады, и по своей функции напоминали нотгельды.
Наиболее распространёнными типами были «букетный су» и «токен местного жителя». Более редкие варианты: «мучитель Канады» («канадский охотник»), токен компании Гудзонова залива, токен островов Мадлен, токен железной дороги Монреаля и Лашина, и ряд других.

### «Кузнечные токены»
Особый интерес представляют собой «кузнечные токены» (blacksmith tokens), где изображение, хотя и напоминало отдалённо британские пенни, было намеренно грубым, часто без легенды, чтобы изготовители не могли быть обвинены в фальшивомонетничестве. Внешне такие «кузнечные токены» напоминали сильно изношенные и стёртые монеты. В настоящее время все «кузнечные токены» (несколько десятков разновидностей) являются редкими. Данная практика не была оригинальной — во второй половине 18 в. в Британии существовали аналогичные «токены уклонения» (evasion tokens).

## Банкноты
На банкнотах, выпускаемых чартерными банками, номиналы приводились как в долларах, так и фунтах/шиллингах, с расчётом £1 = $4 и $1 = 5 шиллингов. Многие банки выдавали ноты, начиная с Банка Монреаля в 1817 году (более подробная информация приведена в статье Canadian chartered bank notes). Номиналы банкнот включали 5s, 10s, 15s, £1, £11⁄4, £21⁄2, £5, £121⁄2 и £25. Кроме того, в 1837 г. Квебекский банк выпустил разменные боны-«расписки» с меньшими номиналами: 6d (12 су), $1⁄4 (30 су, 1s 3d) и $1⁄2 (60 су, 2s 6d), а Банк Арман — номиналом 5d, 10d и 15d (10, 20 и 30 су).